# شودن
شودن (بالإنجليزية: shodan)‏ هو محرك بحث أسسه جون ماثرلي سنة 2009، وهو محرك يقوم بعملية مسح للمنافذ المفتوحة على الأنترنيت
محرك البحث شـودن هو موقع مختص في البحث عن الأجهزة المتصلة بشبكة الأنترنيت، أي ان لهذه الأجهزة عنوان آي بي (IP) ظاهر على الشبكة، أيضا يستطيع الموقع إيجاد مجموعة من خوادم الويب، والراوترات، وفي بعض الأحيان إيجاد الطوابع وكميرات المراقبة المتصلة بالأنترنيت.